# Tutti Frutti (émission de télévision)
Tutti Frutti est un jeu télévisé érotique allemand produit et diffusé par la chaîne RTL plus de 1990 à 1993. Il s'agit d'une adaptation de l'émission italienne Colpo Grosso.
Le 30 décembre 2016, une nouvelle édition unique de l'émission est diffusée sur Nitro animée par Jörg Draeger et Alexander Wipprecht.

## Émission
L'animateur de l'émission est Hugo Egon Balder, qui est soutenu par une ou plusieurs co-animtrices :
- Saison 1 : Monique Sluyter, Tiziana d'Arcangelo, Nora Wenck
- Saison 2 : Monique Sluyter, Tiziana d'Arcangelo
- Saison 3 : Gabriella Lunghi

Le programme est tourné en série dans les studios de la société de production ASA TV à Cologno Monzese (Milan). Le tournage de chaque saison dure environ quatre semaines. La scénographie, le format et une grande partie de la distribution, qui change à chaque saison, sont entièrement repris de Colpo Grosso, tout comme la chanson titre, chantée en italien. D'autres adaptations de Colpo Grosso sont faites en Espagne (¡Ay, qué calor!) et en Suède (Tutti Frutti). Une version intitulée Cocktail, qui n'est pas tournée en Italie mais qui est par ailleurs presque entièrement adaptée, est diffusée au Brésil.
Le ballet Cin Cin, un groupe de mannequins sous contrat permanent, assumant des rôles plus petits entre les jeux et se présentant avec peu de vêtements, tient un rôle important dans le succès de Tutti Frutti. Chaque modèle représente une certaine couleur ou un certain fruit, ce qui leur vaut des surnoms. Entre autres, Stella Kobs est Citron (saison 1) et Elke Jeinsen Fraise (saison 3), toutes deux des anciennes Playmates de l'année dans le Playboy allemand, ainsi que Jasmin Capelli (Fraise, saison 1), l'épouse suédoise de le pilote italien de Formule 1 Ivan Capelli. De nombreux autres membres du ballet Cin Cin furent dans des séries de photos dans des magazines masculins internationaux. L'actrice porno Zara Whites fait ses premières apparitions à l'écran dans le jeu italien.
Candidats
Un homme et une femme se présentent comme candidats par émission. Presque tous sont des inconnus qui ne sont pas des spécialistes ni devant la caméra ni dans les strip-teases. Les exceptions sont Petra Vieten, candidate en 1990, et Isabel Golden, qui deviendra actrice porno, qui, comme son mari, le futur producteur de films porno Klaus Goldberg, lui aussi candidat. Les candidats doivent d'abord postuler par le magazine Neue Revue, qui agit en tant que sponsor lors de la première saison, puis sont sélectionnés par l'agence hambourgeoise Euro Casting. Dans chaque émissions, les téléspectateurs sont invités à poser leurs candidatures.
Les candidates gagnent des points grâce à des tours de chance et de devinettes très simples, qui sont ensuite investis dans des vêtements portés par les Euro Girls (des strip-teaseuses qui représentent chacune un pays européen). Les candidats marquent des points supplémentaires grâce à leurs propres strip-teases, certains vêtements se voyant attribuer une valeur en points fixe. Les règles et les valeurs des points sont différents d'une saison à l'autre. Le gagnant reçoit un prix de 3 000 Deutsche Marks en pièces ECU (saison 1) ou de 1 000 Deutsche Marks par point de pays gagné (saison 2). Au cours de la saison 3, Balder remet immédiatement une note de 1 000 marks pour chaque point de pays gagné, quel que soit le résultat du match.
Règles du jeu
Au début de l'émission, les candidats sont accueillis par Balder dans de courtes conversations et les assistantes, les Cin-Cin et les Euro girls, sont présentées. Les candidats choisissent chacun une fille Cin-Cin, qui dévoile ses seins devant l'animateur et attribue aux candidats une valeur en points comme capital de départ à l'aide d'un autocollant. Dans d'autres jeux, qui comprennent des variantes simples de la roulette, des dés, des questions de quiz et du Trente et un ainsi que de la machine à sous, éléments récurrents, les candidats peuvent gagner des points supplémentaires. Dans certains cas, des points doivent être fixés pendant les épreuves. Si les candidats n'ont plus de points sur leur compte, ils doivent collecter eux-mêmes les points nécessaires grâce à leurs propres numéros de strip-tease. S'ils ont encore assez de points, l'animateur Balder demande au candidat de faire un strip volontairement après un certain temps. Pour les femmes, le soutien-gorge a toujours la valeur la plus élevée, pour les hommes, c'est le pantalon. Les candidates et candidats gardent toujours au moins leurs culottes et sont également autorisés à enfiler un peignoir après le strip-tease. Les peignoirs portent initialement une marque publicitaire pour la Neue Revue, de sorte que certains des premiers programmes doivent être étiquetés comme des infopublicités. Le lettrage est ensuite pixellisé et supprimé à partir de la deuxième saison.
Durant les pauses entre les épreuves, qui durent parfois plus longtemps que les épreuves, les points gagnés par les candidats sont investis dans des vêtements pour les Euro-Girls, qu'elles enlèvent ensuite dans des strip-teaseuses. Si un candidat a presque complètement déshabillé l'une des strip-teaseuses, il reçoit le point du pays attribué à cette strip-teaseuse. Les danseuses portent toujours un string. Le nombre total de points obtenus par pays décide de la victoire.
Le programme est agrémenté de performances musicales du groupe de studio (surtout lors de la première saison, principalement avec Balder lui-même au piano et au micro). De plus, Balder essaie régulièrement de donner au spectacle une touche comique avec des blagues ou des contributions ironiques. L'un des moments forts de ce genre est l'apparition de l'humoriste Hubert vom Venn, qui se mêle aux filles Cin-Cin dans le rôle de Savoy avec une moustache mais en minijupe et haut moulant. Si le temps le nécessite, de courts extraits de strip-tease préenregistrés de filles individuelles du ballet Cin-Cin, produits pour l'original italien, sont ajoutés. Dans de telles séquences, il y a parfois un strip-tease intégral dans l'original italien Colpo Grosso, dans lequel tombe la dernière couverture. Dans la version allemande, la zone intime reste couverte tout au long de ces scènes.

## Audience
Lorsque Tutti Frutti est diffusé pour la première fois, la République fédérale d'Allemagne est en transition à la suite de la chute du mur de Berlin. Tutti Frutti est la première émission érotique de la télévision allemande. L'émission est critiquée comme étant misogyne, cependant elle ne fait pas scandale. Le débat de l'époque dans la presse tabloïd et conventionnelle allemande documente plutôt la « normalisation complète de la nudité mise en scène en public ». Les jugements, pour la plupart dévastateurs, des critiques de télévision visent davantage l'esthétique douteuse du programme que des questions de moralité.
Tutti Frutti connaît pendant longtemps un grand succès, les recettes publicitaires dépassent largement le prix à la minute de l'émission. Tutti Frutti attire l'attention, entre autres, par un procès intenté par la Landesmedienanstalt contre RTL en raison de l'affichage de publicités de sponsors (d'où l'affichage d'infopublicités et l'obscurcissement ultérieur des logos), à travers des clips avec des bandes en 3D dans la deuxième saison et à travers un merchandising très étendu (enregistrements sonores, magazines, calendriers, vidéos).

## Émission de 2016
RTL annonce la nouvelle édition de l'émission en octobre 2016. L'émission est diffusée le 30 décembre 2016 sur la chaîne thématique RTL Nitro. Jörg Draeger anime le programme et Alexander Wipprecht agit en tant que co-animateur. En outre, un Cin-Cin Playboy Ballet de six membres participe au spectacle, composé des six anciennes Playmates Lea Götz, Annetta Negare, Daria Eppert, Jennifer Martin, Victoria Paschold et Nina Weis. Monique Sluyter est à nouveau présente en tant qu'assistante, tandis que Hugo Egon Balder fait simplement une apparition.